# Laurentius Birgeri Cleverus
Laurentius Birgeri  Cleverus, född 1620 i Frändefors socken, död 1684 i Skara landsförsamling, var en svensk präst och riksdagsman.

## Biografi
Laurentius Birgeri var född på Klevered gård i Frändefors. Efter att ha inskrivits vid Uppsala universitet 1644, blev han 1652 magister, för att tämligen omedelbart värvas till Skara gymnasium där han skulle kvarbli resten av sitt liv. Efter posten som konrektor, blev han lektor i matematik, och sedan han prästvigts 1656 kunde han tillträda som andre lektor i teologi varmed han också blev kyrkoherde i Vinköls socken och kontraktsprost för Vånga. Han avancerade slutligen till förste lektor i teologi 1678 och blev därmed också kyrkoherde i Götene socken.
Cleverus var riksdagsman 1672.
Han exkommunicerades offentligt av dåvarande domprosten Andreas Omoenius (sedermera biskop), vilket dock tillbakadrogs. På grund av att en elev utgivit teser om Kristi uppståndelse som ansågs vara kätterska, blossade en långvarig träta upp som övergick i personlig fiendskap mellan Cleverus och de följande domprostarna. Trätan ledde till att Cleverus inte fick någon större framgång eller bättre befordringar.
Cleverus var gift med Margareta Lithenius, dotter till kyrkoherden i Frändefors Andorus Asmundi Lithenius och Dorotea Nagel. Deras dotter Christina var gift med Asmund Scarin och var mor till Algot Scarin.